# SWM Tiger
SWM Tiger (кит.: 大虎 , также SWM G03F) — среднеразмерный кроссовер, выпускаемый с 2022 года под китайским брендом SWM компании Shineray.

## История
Модель была представлена в августе 2022 года. Позиционируется как семейный 7-местный автомобиль. Построен, и отличается внешне оформлением передней и задней частей, на базе кроссовера SWM X3 позже получивший индекс G03, в свою очередь построенном на платформе SWM X3 — ребейдженговом варианте минивэна Jinbei 750 выпускающегося с 2015 года.
Привод — передний. Двигатель — бензиновый 1,5-литровый DG15 мощностью 116 л. с., коробка передач — 5-ступенчатая «механическая».
В феврале 2023 года была представлена версия «гибрид» — EDi, внешне отличается только пластиковой накладкой на решётке радиатора, оснащается 1,5-литровым бензиновым двигателем работающем по циклу Аткинсона отдачей в 102 л. с. и 126 Нм, который используется только в качестве генератора для зарядки батареи LFP ёмкостью 8,8 кВт·ч, а фактическая мощность, приводящая в движение передние колеса, обеспечивается электродвигателем мощностью 105 кВт (143 л. с.). Запас хода только на электричестве — 51 км по циклу NEDC, в гибридном режиме запас хода заявлен в 1000 км. До 100 км/ч гибридный кроссовер разгоняется за 10 с, максимальная скорость — 155 км/ч
Цена на домашнем рынке Китая бензиновых версий от 59 900 до 78 900 юаней, цена «гибридной» версии — от 99 900 до 123 900 юаней.
Марка SWM официально вышла на рынок России 20 марта 2024 года с моделями G01 и G05 собираемыми на калининградском «Автоторе», продажи модели SWM Tiger/G03 планировалось начать в конце лета 2024 года, но сроки были сдвинуты на май–июнь 2025 года.

## Галерея

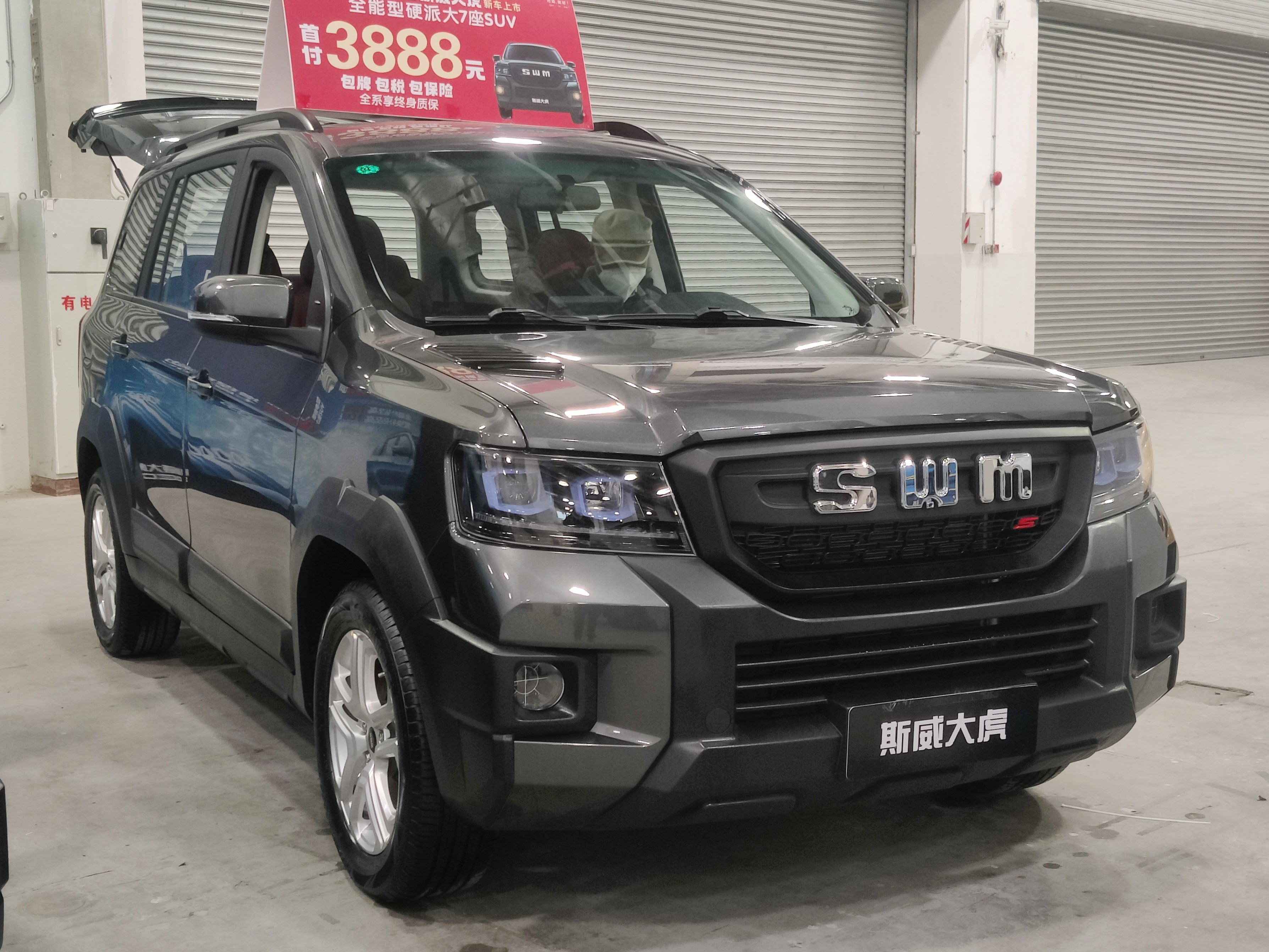
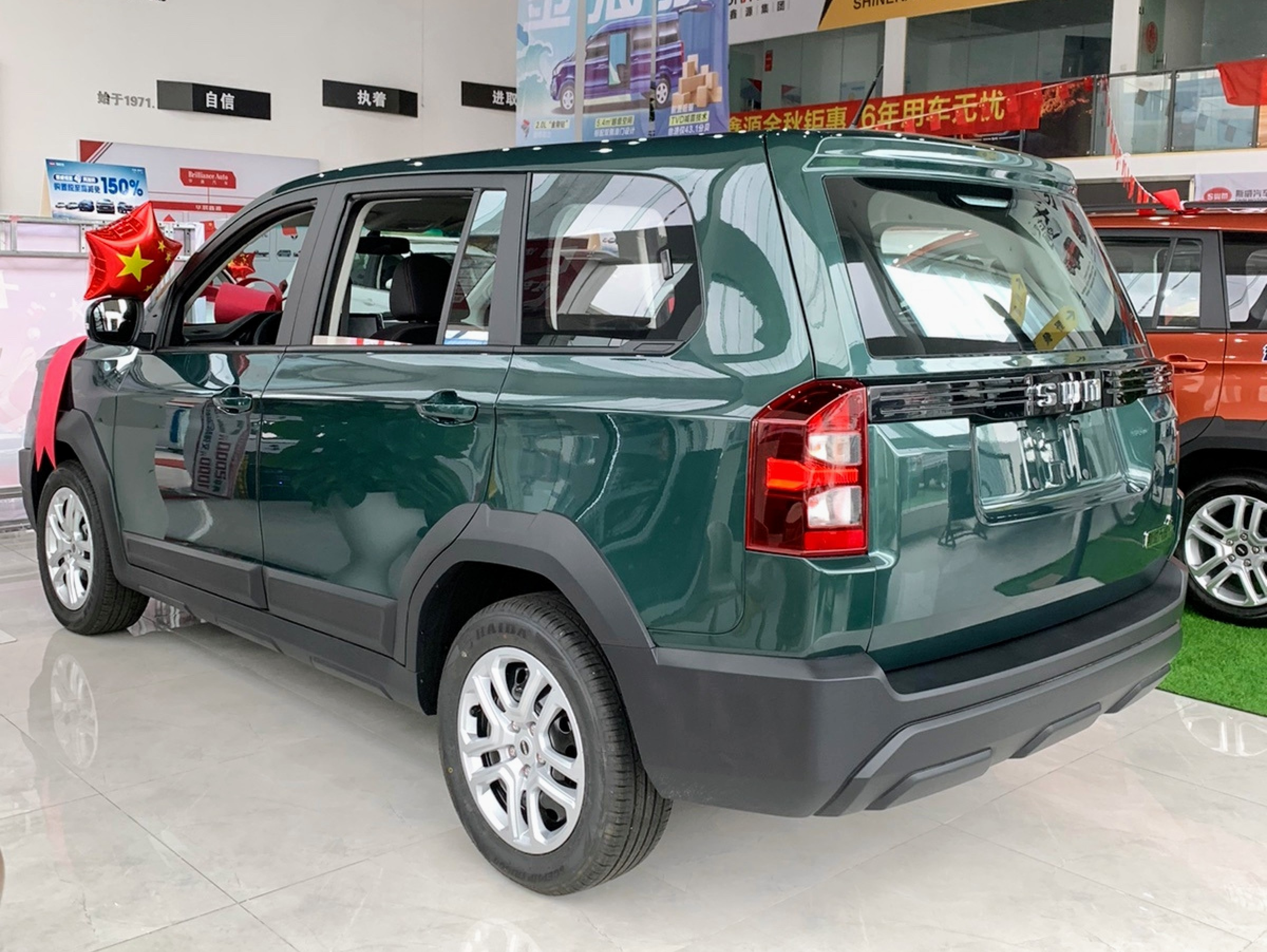
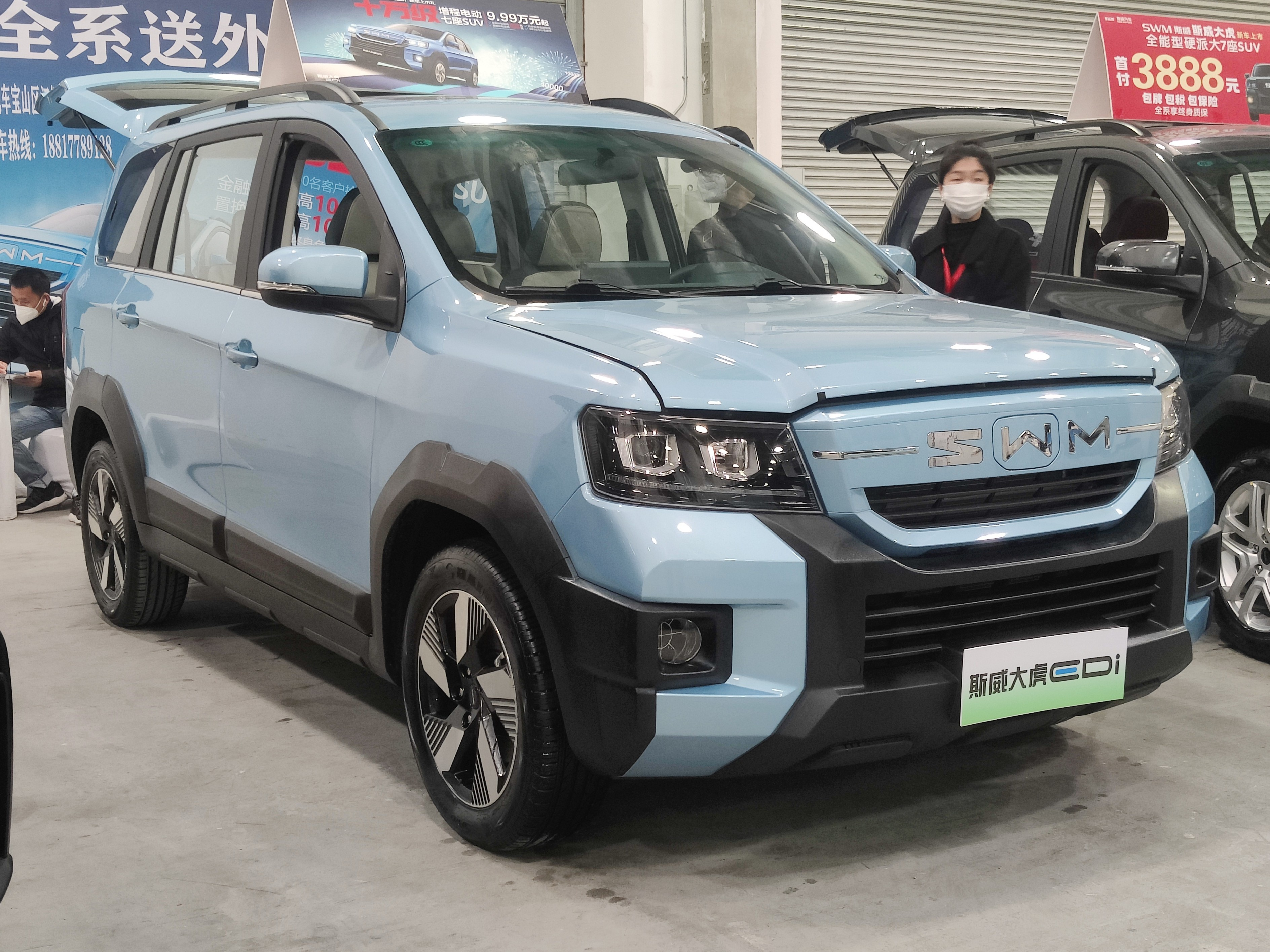
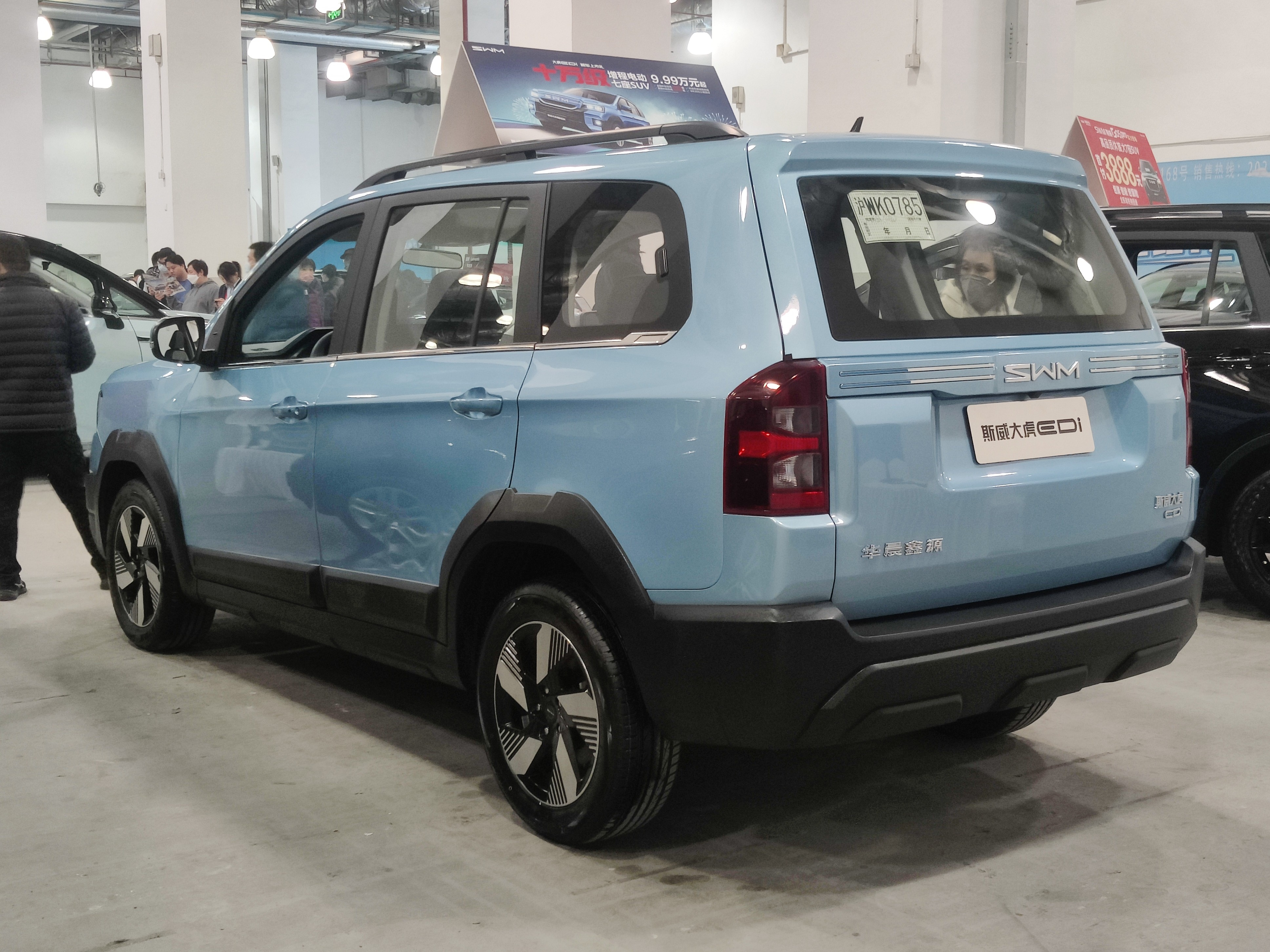
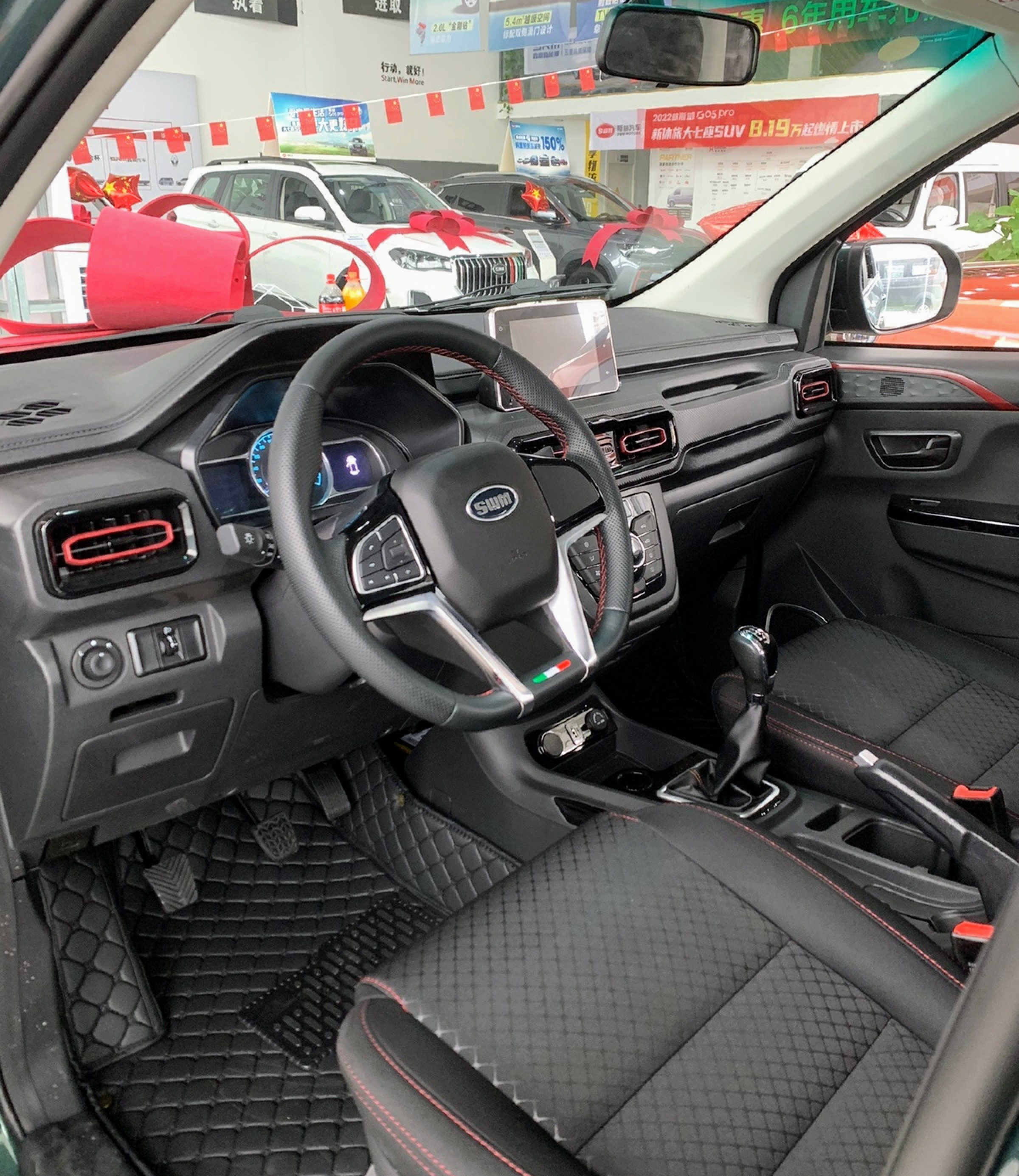